# Space Cakes
Space Cakes es un EP de la intérprete canadiense Alanis Morissette, publicado en 1995 solamente en Japón. Incluye seis canciones en versiones acústicas del álbum Jagged Little Pill. 
Las grabaciones se realizaron en los NOB studios en la ciudad de Hilversum, Países Bajos el 9 de junio de 1995. También se grabó la versión acústica de "Hand in My Pocket", pero no fue incluida en el material. Las siete pistas del EP se incluyeron como canciones extras para la edición deluxe exclusiva de Target de Jagged Little Pill, lanzada el 30 de octubre de 2015.

## Lista de canciones
1. "Head over Feet"
2. "Right Through You"
3. "Forgiven"
4. "Perfect"
5. "Not the Doctor"
6. "You Learn"